# ヴィーンの放射法則

温度 8 mK の黒体のヴィーン、プランク、レイリーの3式の比較

ヴィーンの放射法則（ヴィーンのほうしゃほうそく、英語: Wien's radiation law）、あるいはヴィーンの公式、ヴィーンの分布式とは、熱輻射により黒体から放出される電磁波のスペクトルを与える理論式である。
この法則は1896年にヴィルヘルム・ヴィーンによって導かれた。短波長（高周波数）領域における近似式であり、ヴィーン近似とも呼ばれる。
長波長（低周波数）領域では実験とずれが生じて記述できないが、全ての波長領域で正しく記述されるようにプランクの法則の形に修正された。英語の発音に基づくウィーンのカナ表記、呼称も用いられる。

## 内容
ヴィーンの放射法則によれば、熱力学温度 T の熱平衡にある黒体の輻射による波長 λ で表した放射発散度のスペクトルは
{\displaystyle R_{\lambda }(\lambda ,T)={\frac {c_{1}}{\lambda ^{5}}}\,\mathrm {e} ^{-c_{2}/\lambda T}}
で与えられる。ここで係数 c1,c2 はそれぞれ第一放射定数、第二放射定数と呼ばれる。
波長 λ と周波数 ν の関係 ν=c/λ（c は光速度）と
{\displaystyle \int _{0}^{\infty }R_{\lambda }(\lambda ,T)\,d\lambda =\int _{0}^{\infty }R_{\nu }(\nu ,T)\,d\nu }
を用いれば、周波数 ν で表したスペクトルは
{\displaystyle R_{\nu }(\nu ,T)={\frac {c_{1}\nu ^{3}}{c^{4}}}\,\mathrm {e} ^{-(c_{2}/c)\nu /T}}
となる。
分光放射輝度で表せば、波長で表したスペクトルは
{\displaystyle L_{\lambda }(\lambda ,T)={\frac {1}{\pi }}R(\lambda ,T)={\frac {c_{1L}}{\lambda ^{5}}}\,\mathrm {e} ^{-c_{2}/\lambda T}}
となり、周波数で表したスペクトルは
{\displaystyle L_{\nu }(\nu ,T)={\frac {c_{1L}\nu ^{3}}{c^{4}}}\,\mathrm {e} ^{-(c_{2}/c)\nu /T}}
となる。

## ヴィーンの着想
ヴィーンは気体と平衡にある空洞輻射を考えることでスペクトル分布を見出そうとした。
彼は輻射の波長が気体分子の速度と関係付けられるという仮説をたて、マクスウェルの速度分布において速度を含む項を波長の任意関数で置き換えることでスペクトル分布の関数形を
{\displaystyle \phi _{\lambda }(\lambda ;T)=f_{1}(\lambda )\,e^{-f_{2}(\lambda )/T}}
と仮定した。
ヴィーンの変位則から導かれるスペクトル分布に対する制限は
{\displaystyle \phi _{\lambda }(\lambda ;T)=T^{5}F(\lambda T)}
と表わされる。
両者を比較することでヴィーンの輻射分布式
{\displaystyle \phi _{\lambda }(\lambda ;T)=C\lambda ^{-5}e^{-c_{2}/\lambda T}}
が見いだされる。

## 性質
ヴィーンの放射法則による分光発散度は
{\displaystyle R(\lambda ,T)={\frac {1}{\lambda ^{5}}}f(\lambda T)}
の形をしている。
長波長（低周波数）領域におけるスペクトルの精度の高い近似を与える理論式として、レイリー卿によるレイリー・ジーンズの法則が用いられる。
レイリーの公式は f(x)=αx の場合として含まれている。
分光発散度を波長で偏微分すると
{\displaystyle {\frac {\partial R}{\partial \lambda }}={\frac {T}{\lambda ^{5}}}f'(\lambda T)-{\frac {5}{\lambda ^{6}}}f(\lambda T)={\frac {1}{\lambda ^{6}}}\{(\lambda T)\,f'(\lambda T)-5f(\lambda T)\}}
となる。分光発散度を最大となる波長 λmax は関数 xf'(x) − 5f(x) の適当な零点 x=b によって
{\displaystyle \lambda _{\text{max}}={\frac {b}{T}}}
と表される。
ヴィーンの公式では b=c2/5 となってヴィーンの変位則を説明することができる。
しかし、レイリーの公式では x>0 において零点を持たず、ヴィーンの変位則を説明できない。
分光発散度を波長 λ で積分した放射発散度は
{\displaystyle R(T)=\int _{0}^{\infty }R(\lambda ,T)\,d\lambda =\int _{0}^{\infty }{\frac {1}{\lambda ^{5}}}f(\lambda T)\,d\lambda =T^{4}\int _{0}^{\infty }{\frac {1}{x^{5}}}f(x)\,dx}
となる。
ヴィーンの公式では積分が収束し、シュテファン＝ボルツマンの法則と整合する。
しかし、レイリーの公式では積分が収束せず、放射発散度が無限大になってしまう。
長波長の極限 λ→∞ ではヴィーンの公式では
{\displaystyle R(\lambda ,T)\sim {\frac {1}{\lambda ^{5}}}}
となる。長波長領域で精度の高い近似であるレイリーの公式では R∼1/λ4 であり、これと整合しない。ヴィーンの公式は長波長領域では実験を正しく記述できていない。

## プランクによる修正
ヴィーンの法則は熱輻射のスペクトルを完全に説明する法則として提案されたものであったが、長波長（低周波数）領域のスペクトルで実験を正しく記述することができなかった。その後まもなくマックス・プランクによりプランクの法則の形で修正された。プランクの法則は全ての波長領域で実験を正しく記述することができた。ヴィーンの法則はプランクの法則の極限として導かれる。
プランクの法則によれば、温度 T の熱平衡における分光放射輝度は
{\displaystyle L(\nu ,T)={\frac {2h\nu ^{3}}{c^{2}}}{\frac {1}{\mathrm {e} ^{h\nu /kT}-1}}}
で与えられる。ここで h はプランク定数、k はボルツマン定数である。
プランクの式において hν/kT≫1 で近似すれば
{\displaystyle {\frac {1}{\mathrm {e} ^{h\nu /kT}-1}}\sim \mathrm {e} ^{-h\nu /kT}}
となり、ヴィーンの式が導かれる。二つの係数は
{\displaystyle c_{1}=2\pi hc^{2}=} 3.741771852...×10−16 W⋅m2
{\displaystyle c_{1L}=2hc^{2}=} 1.191042972...×10−16 W⋅m2⋅sr−1
{\displaystyle c_{2}={\frac {hc}{k}}=} 1.438776877...×10−2 m⋅K
として他の物理定数と理論的に関係付けられる。値は全て2018CODATA推奨値である。